# Michael Doohan
Michael "Mick" Doohan, född 4 juni 1965 utanför Brisbane i Australien, är en av världens mest framgångsrika motorcykelförare genom tiderna med inte mindre än fem världsmästartitlar i 500cc-klassen, vilket ger honom en fjärdeplats i listan på flest mästerskap vunna där den legendariska Giacomo Agostini leder före Valentino Rossi, som i sin tur leder över Marc Marquez.
Han är far till racerföraren Jack Doohan.

## Karriär
Doohan debuterade på en 500cc Honda 1989 och tävlade framgångsrikt mot legender som Eddie Lawson, Wayne Rainey, Kevin Schwantz och Wayne Gardner fram till sin krasch på Assen 1992 då han bröt benet så illa att han var nära på att få amputera det. Efter en makalös återhämtning kom han tillbaka till sporten och tog fem raka VM-titlar 1994-1998. Dock först efter att Lawson, Rainey, Schwantz och Gardner slutat köra 500cc lyckades Doohan ta sin första titel. På den överlägset snabba Hondan hade han inga problem att upprepa denna bravad då Alex Criville, även han på Honda, var den enda som kunde utmana honom mer än någon enstaka seger som till exempel Cadalora, Checa och Capirossi. Hans överlägsenhet var ofta så stor att han kunde byggde upp en bekväm ledning i början av loppet som han såg till att hålla utan att behöva köra på gränsen av sin egen kapacitet och riskera något i onödan. Trots detta kraschade han på Jerez 1999 och bröt benet igen och bestämde sig för att lägga hjälmen på hyllan. Då klev andreföraren Criville in och säkrade titeln åt Honda.
Som en konsekvens av kraschen 1992 så fick Doohan försämrad rörlighet i höger fot vilket tvingade honom till att ha bakbromsen som ett tumhandtag på vänster styrhalva. Kommentatorer har diskuterat mycket om huruvida det gav honom en fördel eller inte, dock var det inget som hindrade andra från att testa (vilket några också gjorde). Nu jobbar han som rådgivare och utvecklare åt Hondas GP-avdelning. Han var även mentor åt Valentino Rossi under dennes första år i 500cc-klassen.

## VM-placeringar
| År   | Klass | Plac. | Team                  | Fabrikat | Segrar | Poäng |
| ---- | ----- | ----- | --------------------- | -------- | ------ | ----- |
| 1989 | 500cc | 9     | Rothmans              | Honda    | 0      | 81    |
| 1990 | 500cc | 3     | Rothmans              | Honda    | 1      | 179   |
| 1991 | 500cc | 2     | Rothmans              | Honda    | 3      | 224   |
| 1992 | 500cc | 2     | Rothmans              | Honda    | 5      | 136   |
| 1993 | 500cc | 4     | Rothmans              | Honda    | 1      | 156   |
| 1994 | 500cc | 1     | Team HRC              | Honda    | 9      | 317   |
| 1995 | 500cc | 1     | Repsol Honda Team HRC | Honda    | 7      | 248   |
| 1996 | 500cc | 1     | Team Repsol           | Honda    | 8      | 309   |
| 1997 | 500cc | 1     | Team Repsol           | Honda    | 12     | 340   |
| 1998 | 500cc | 1     | Team Repsol           | Honda    | 8      | 260   |
| 1999 | 500cc | 17    | Team Repsol           | Honda    | 0      | 33    |

## Segrar 500GP
| Nr | Grand Prix       | År   |
| -- | ---------------- | ---- |
| 1  | Ungern           | 1990 |
| 2  | Spanien          | 1991 |
| 3  | Italien          | 1991 |
| 4  | Österrike        | 1991 |
| 5  | Japan            | 1992 |
| 6  | Australien       | 1992 |
| 7  | Malaysia         | 1992 |
| 8  | Spanien          | 1992 |
| 9  | Tyskland         | 1992 |
| 10 | San Marino       | 1993 |
| 11 | Malaysia         | 1994 |
| 12 | Spanien          | 1994 |
| 13 | Österrike        | 1994 |
| 14 | Tyskland         | 1994 |
| 15 | Holland          | 1994 |
| 16 | Italien          | 1994 |
| 17 | Frankrike        | 1994 |
| 18 | Tjeckien         | 1994 |
| 19 | Argentina        | 1994 |
| 20 | Australien       | 1995 |
| 21 | Malaysia         | 1995 |
| 22 | Italien          | 1995 |
| 23 | Holland          | 1995 |
| 24 | Frankrike        | 1995 |
| 25 | Storbritannien   | 1995 |
| 26 | Argentina        | 1995 |
| 27 | Indonesien       | 1996 |
| 28 | Spanien          | 1996 |
| 29 | Italien          | 1996 |
| 30 | Frankrike        | 1996 |
| 31 | Holland          | 1996 |
| 32 | Storbritannien   | 1996 |
| 33 | Imola Grand Prix | 1996 |
| 34 | Brasilien        | 1996 |
| 35 | Malaysia         | 1997 |
| 36 | Japan            | 1997 |
| 37 | Italien          | 1997 |
| 38 | Österrike        | 1997 |
| 39 | France           | 1997 |
| 40 | Holland          | 1997 |
| 41 | Imola Grand Prix | 1997 |
| 42 | Tyskland         | 1997 |
| 43 | Brasilien        | 1997 |
| 44 | Storbritannien   | 1997 |
| 45 | Tjeckien         | 1997 |
| 46 | Katalonien       | 1997 |
| 47 | Malaysia         | 1998 |
| 48 | Italien          | 1998 |
| 49 | Holland          | 1998 |
| 50 | Tyskland         | 1998 |
| 51 | San Marino       | 1998 |
| 52 | Katalonien       | 1998 |
| 53 | Australien       | 1998 |
| 54 | Argentina        | 1998 |

## Segrar Superbike
| Nr | Bana      | Heat | År   |
| -- | --------- | ---- | ---- |
| 1  | Sugo      | 2    | 1988 |
| 2  | Oran Park | 1    | 1988 |
| 3  | Oran Park | 2    | 1988 |